# James P. Glynn

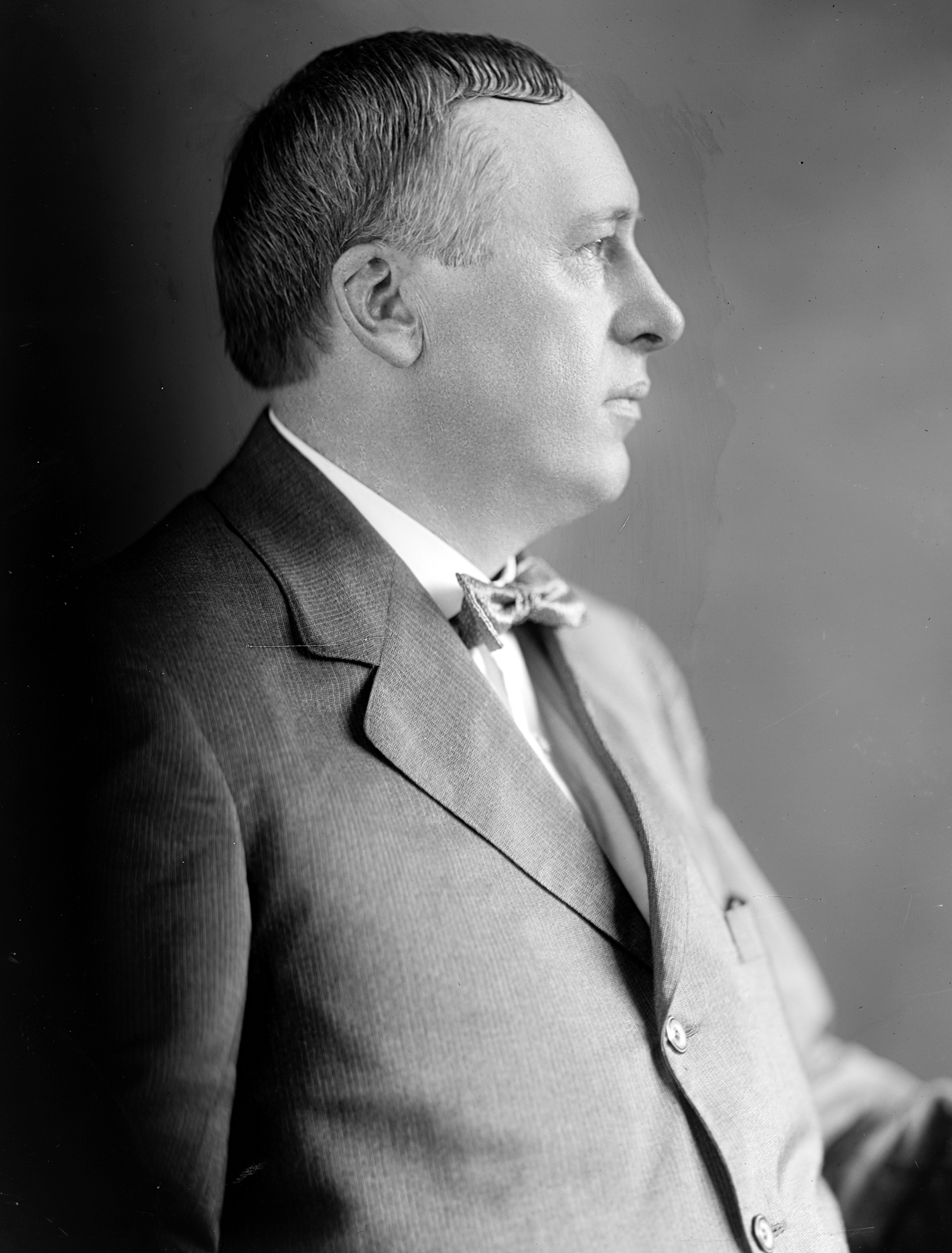
James P. Glynn

James Peter Glynn (* 12. November 1867 in Winsted, Litchfield County, Connecticut; † 6. März 1930 bei Washington, D.C.) war ein US-amerikanischer Politiker. Zwischen 1915 und 1923 sowie nochmals zwischen 1925 und 1930 vertrat er den Bundesstaat  Connecticut im US-Repräsentantenhaus.

## Werdegang
James Glynn besuchte die öffentlichen Schulen seiner Heimat. Nach einem anschließenden Jurastudium und seiner im Jahr 1895 erfolgten Zulassung als Rechtsanwalt begann er in Winsted in seinem neuen Beruf zu praktizieren. In dieser Stadt war er zwischen 1892 und 1902 auch Ratsschreiber (Town Clerk). Zwischen 1899 und 1902 fungierte Glynn auch als Staatsanwalt am städtischen Gericht in Winsted; von 1902 bis 1914 war er Posthalter in dieser Stadt.
Glynn war Mitglied der Republikanischen Partei. Bei den Kongresswahlen des Jahres 1914 wurde er im fünften Wahlbezirk von Connecticut in das US-Repräsentantenhaus in Washington gewählt, wo er am 4. März 1915 die Nachfolge des Demokraten William Kennedy antrat. Nach drei Wiederwahlen konnte er bis zum 3. März 1923 vier zusammenhängende Legislaturperioden im Kongress absolvieren. In diese Zeit fielen der Erste Weltkrieg, die bundesweite Einführung des Frauenwahlrechts und das Prohibitionsgesetz. Ab 1921 war Glynn Vorsitzender des Ausschusses zur Kontrolle der Ausgaben des Postministeriums.
Bei den Wahlen des Jahres 1922 unterlag Glynn dem Demokraten Patrick B. O’Sullivan. Zwei Jahre später konnte er aber sein früheres Mandat zurückgewinnen. Damit zog er am 4. März 1925 erneut in das Repräsentantenhaus ein. Dort verblieb er nach zwei Wiederwahlen bis zu seinem Tod, in einem Zug in der Nähe von Washington am 6. März 1930.